# Tribunj
Tribunj je općina u Šibensko-kninskoj županiji
Mjesto je poznato turističko središte, a ljepoti krajolika uvelike pridonose i brojni otoci u moru ispred Tribunja. Ispred samog središta mjesta su nenaseljeni otočići Lukovnik i nešto veći Logorun, a ispred zapadnog dijela Tribunja, nešto dalje, su otočići Prišnjak i Sovjak. Magareće trke u Tribunju tradicionalno se održavaju svake godine 1. kolovoza od 1952. godine. 

## Stanovništvo
| broj stanovnika | 454   | 498   | 542   | 674   | 817   | 966   | 1041  | 1076  | 1133  | 1195  | 1075  | 1223  | 1110  | 1333  | 1390  | 1536  | 1594  |
|                 | 1857. | 1869. | 1880. | 1890. | 1900. | 1910. | 1921. | 1931. | 1948. | 1953. | 1961. | 1971. | 1981. | 1991. | 2001. | 2011. | 2021. |

Najviše se stanovnika doselilo u Tribunj iz Kamena sela (kod Vodica) u 16. stoljeću. Od starih su stanovnika (obitelji): Budoj Draganović (1414.), Gojislav Homarzanić (1452.), Marko Stanislavljić (1466.), Grgur Zlatović (1468.), Radišin Bartulović (1470.), Luka Ogulinić (1474.), Andrija Marković rečeni Zlato (1485.), Ivan Zlatarčić (1492.), Ivan Čogelj (1494.), Pavao Ogulinić rečeni Skarbić (1497.), Ostoja Milinoević (1509.), Luka Milinoević (1518.), Andrija Biskupljić (1531.), Matija Piciganović (1642., prije svoga odlaska u Loret i Asiz te godine na 13. srpnja učini oporuku i ostavi kalež crikvi svetoga Dominika u Šibeniku), Lovro Silović (1659.), Ivan Jurjev (1700.), Ivan Stipanović rečeni Bilaver (1708.), Mile Cvitić rečeni Jugo (1740., obitelj se danas zove Cvitan).

Ostale tribunjske obitelji kroz povijest: Adamov, Alaga, Antuličev reč. Arambašin, Arapinov, Babun, Bačinov, Bajica, Bakinov reč. Uršić, Bakinov reč. Vukičević, Bakinović reč. Antuličev, Barkić, Belin (danas Popov), Bonković reč. Šperkov, Budćin, Butko, Butković, Durmanić, Cvitanov, Ferara (iz Betine), Gašpić, Gizdelin, Grbeljić (Grbelja), Grubelić, Grubišin, Hugrić, Ivanković, Ivičević, Jabuka, Jadrijević, Jankov, Jareb, Jerkić, Jerkin, Jerkov, Jugov, Kraljutić, Krapljanov, Kumanović, Kursar, Livić, Matičev, Matijičević, Meštrović, Mihat (Miat, Mijat), Milin, Milović, Papeša, Parčić, Perkov, Petković, Petrić, Radovčić, Roković, Skrozin, Sladović, Stipaničev, Šain reč. Arambašin, Šantić, Štampalija, Tomašinov (danas Tomažin), Udovičić, Vlahov, Vukić (Ukić), Vulin, Vunić (Hunić, Unić).
Tribunj godine:
- 1650. – ima 20 kuća;
- 1733. – ima 58 obitelji i 187 čeljadi;
- 1774. – ima 66 obitelji i 428 čeljadi;
- 1841. – ima 104 kuće i 426 čeljadi;
- 1901. – ima 70 kuća i 444 čeljadi;
- 1928. – ima 76 kuća i 523 čeljadi.

Ostala pripadajuća sela:
- Jurjevgrad– ima 26 kuća i 167 čeljadi (1298.);
- Poje – ima 39 kuća i 297 čeljadi;
- Sovja – ima 6 kuća i 74 čaljadi, kasnije 14 kuća i 117 čeljadi;
- Vrtli ili Varoš – ima 75 kuća i 486 čeljadi.

Godine 1939. cijela župa ima 1.303 osobe i još 177 po svijetu.

## Gospodarstvo
Prema podacima FINA-e za 2015. g. i na temelju podataka iz obrtnog registra napravljena je analiza djelatnosti prema NKD klasifikaciji 20078 . Prema toj podjeli u gospodarstvu Općine Tribunj prevladavaju djelatnosti pružanja smještaja te pripreme i usluživanja hrane (29 %), poljoprivreda, šumarstvo i ribarstvo (22 %), trgovina na veliko i malo te popravak motornih vozila i motocikala (13 %) i građevinarstvo (9 %). 
- Turizam i ugostiteljstvo - Živopisno dalmatinsko naselje Tribunj smješteno je u središtu obale Šibensko-kninske županije. Prostorni položaj Tribunja veoma je povoljan za razvoj turizma, jer se nalazi u blizini nacionalnih parkova Krka i Kornati, parka prirode Vransko jezero, posebnog rezervata Prukljansko jezero i zaštićenog krajolika Donja Krka. Od kulturnih resursa uz povijesnu graditeljsku cjelinu Tribunja u neposrednoj blizini ističu se i povijesne urbane cjeline Vodica, Šibenika i Skradina, te značajna arheološka područja u skradinskom području. Geografski položaj i posebnosti kopnenog i poluotočnog dijela stare jezgre sadržajem udovoljavaju svim potrebama stanovnika. Prepoznatljiva je slika zbijenih tribunjskih kuća i uskih ulica iz kojih se pruža pogled na otoke: Lukovnjak, Logorun, Prišnjak i Sovjak.
- Ribarstvo - Prema službenim podacima Uprave za ribarstvo, na području Općine Tribunj 2015. godine bilo je aktivno 38 ribara koji su se bavili gospodarskim ribolovom.
- Poljoprivreda - Klimatske pogodnosti pružaju osnovu za proizvodnju intenzivnog uzgoja masline kao tipične mediteranske kulture, kao i proizvodnje ostalih ratarskih kultura mediteranske poljoprivrede.

## Povijest
Staro mjesto nalazilo se na brijegu s vrhom Svetoga Mikule. Na vrhu brijega nalazila se srednjovjekovna utvrda Jurjevgrad s istonazivanim naseljem u podnožju. Od utemeljenja Šibenske biskupije 1298. do konca 17. stoljeća nosi naziv Jurjevgrad.
Današnje mjesto Tribunj izgrađeno je na otočiću koji je kasnije povezan s kopnom kamenim mostom. Po prvi puta se spominje 1463. g. pod nazivom Tribohunj. I početkom 20. stoljeća bili su vidljivi ostaci obrambenog zida i jako otvrđenih vrata, koji su izgrađeni za vrijeme mletačke vlasti radi obrane od Turaka.
Mjesto na otočiću je mijenjalo imena od Trebić, Trebište, Trebunj, Tribohunj (1463.), Tribohum (1470. g.), Trebocconi – 3 komada (mletački naziv 1684. g.)
Ime Trebunj ili Trebić dolazi od jesenskog boga sunca u poganskih Hrvata.
Prema Miklošiću Tribunj ili Trebište dolazi od staroslavenske riječi značenja „mjesto gdje se žrtvuje”.
Općina Tribunj ustrojena je 28. srpnja 2006. godine, izdvajanjem iz Grada Vodica.

## Poznate osobe
- Nikola Stipaničev, veslač i veslački trener
- Đani Stipaničev, pjevač (* 1969.)
- Mišo Kovač, hrvatski je pjevač, rođen i porijeklom iz Šibenika, no jedno je vrijeme živio u Tribunju
- Boris Papandopulo, hrvatski skladatelj i dirigent, živio je i djelovao u Tribunju[8] od 1976. do 1991. godine

## Spomenici i znamenitosti
Crkve:
- Crkva Pohoda Blažene Djevice Marije (1435.) u vrtlima,
- Crkva sv. Nikole (1452.) na istoimenom brdu s grobištem,
- Crkva sv. Marije (1509.) današnji Kulturni centar,
- Crkva Velike Gospe (1883.).

Profana baština:
- Kuća Ferara - ističe se po baroknim profilacijama, strehama i kamenim olucima s konzolama te uklesanom natpisu na kamenoj ploči (17.st.)
- Kuća s gotičkim prozorom - rijetki srednjovjekovni detalj koji je preostao u ruralnoj strukturi Tribunja (15. - 18. st.)
- Kulturno - povijesna cjelina Tribunja - u 16. st. ruralno stanovništvo iz Jurjevgrada i okolnih polja sklonilo se na otočić te tako nastaje selo kakvo je danas
- Kameni most -  građen je od kamena u tehnici suhozida, a luk mosta priklesanim kamenom povezan vezivnim materijalom

Prirodne znamenitosti:
- Brdo sv. Nikole (Mikule)
- Vidikovac sv. Roka, Kugina stopa
- Brdo Kamena
- Lokva Plana
- Otok Logorun
- Šetnica Luna - Sovja
- Šetnica Tribunj - Vodice
- Plaže: Sinje more, Zamalin i Sovja

## Obrazovanje
- Područna škola Tribunj (Osnovna škola Vodice)
- Dječji vrtić Maslina

## Udruge
- Kulturna udruga "Tribunj" (www.kulturnaudrugatribunj.hr)
- Ženski pjevački zbor "Sv. Nikola"
- Mandolinski sastav
- Hrvatsko kulturno-umjetničko društvo Tribunj
- Udruga umirovljenika Općine Tribunj
- Klub dobrovoljnih darivatelja krvi Jurjevgrad

## Šport
- NK Mladost Tribunj
- MNK Tribunj 2011.
- Pikado klub "Tribunj"
- Sportski klub za ribolov na moru "Pirka"
- Boćarski (balotaški) klub "Tribunj"

Od 2015. održava se 3bunj Trail, utrka po škrapama, škrilama, makadamu, poljskim stazama, suhozidima.

## Vanjske poveznice
- Službeno mrežno mjesto Općine Tribunj
- Turistička zajednica

|  | Portal Hrvatske: pristup člancima s tematikom o Hrvatskoj |